# シンドバッド・セブンヴォヤッジ
- ディズニーパーク > 東京ディズニーリゾート > 東京ディズニーシー
  - アラビアンコースト > シンドバッド・セブンヴォヤッジ
  - 東京ディズニーシーのアトラクションの一覧 > シンドバッド・セブンヴォヤッジ

シンドバッド・セブンヴォヤッジ(Sindbad's Seven Voyages)は、東京ディズニーシーのアラビアンコーストにあったアトラクション。
『シンドバッド・ストーリーブック・ヴォヤッジ』にリニューアルのため、2006年9月29日に運営終了。

## 概要
| シンドバッド・セブンヴォヤッジ | シンドバッド・セブンヴォヤッジ | シンドバッド・セブンヴォヤッジ                    | シンドバッド・セブンヴォヤッジ                    |
| ------------------------------ | ------------------------------ | ------------------------------------------------- | ------------------------------------------------- |
| オープン日                     | オープン日                     | 2001年9月4日 (東京ディズニーシーと同時にオープン) | 2001年9月4日 (東京ディズニーシーと同時にオープン) |
| クローズ日                     | クローズ日                     | 2006年9月29日                                     | 2006年9月29日                                     |
| スポンサー                     | スポンサー                     | 日本通運                                          | 日本通運                                          |
| 所要時間                       | 所要時間                       | 約10分                                            | 約10分                                            |
| 定員                           | 定員                           | 24名/ボート一艘                                   | 24名/ボート一艘                                   |
| 利用制限                       |                                | なし                                              | なし                                              |
| ファストパス                   | ファストパス                   |                                                   | 対象外                                            |
| シングルライダー               | シングルライダー               |                                                   | 対象外                                            |

アトラクションタイプとしては、東京ディズニーランドにある「イッツ・ア・スモールワールド」や「カリブの海賊」のようなボートライド（ダークライド）であり、シンドバッドの航海にそってアトラクションは展開していく。
東京ディズニーシーにあるアトラクションの中で一番多くオーディオアニマトロニクスを使用している。
東京ディズニーシーのオープン時点では、アラビアンコーストの代表的アトラクションとして取り扱われており、パーク内の触地図などでは、シンドバッド・セブンヴォヤッジのみ掲載され、『マジックランプシアター』や『キャラバンカルーセル』は掲載されていない。シンドバッドのオリジナルグッズの販売も行われていた。また、アラビアンコーストのアトラクションでは、シンドバッド・セブンヴォヤッジのみ建物の外に規模の大きなキューライン（待ち列）が設けてあった。

## ストーリー
説話物語集『千夜一夜物語』に登場する「船乗りシンドバッドの冒険」の物語を基にしている。冒険までの生い立ちは入り口から乗り場までにある壁画とタペクトリーに描かれた。
船乗りシンドバッドは大商人の息子であった。彼は父を早くに亡くし、そして莫大な遺産を受け継いだ。そのあまりの富は彼を翻弄し、気がついたときにはその遺産のほとんどを使い果たしていたのだった。
ようやく目を覚ました彼は残りの財産を売り払い、立派な船と冒険に必要な品々を揃えた。そんなシンドバッドの航海に同行することとなったゲスト。
舞台はバズラの港から始まる。賑やかな市場を抜け、まだ見ぬ冒険に心躍らせるシンドバッドだが、予言者は一行に忠告を告げる。予言にもかかわらず船を進めて行くと、嵐の中のウツボ女たちの惑わしの声が聞こえてくる。
食料が尽きかけたときに巨大な卵を見つけ、天の配剤と喜ぶも、その卵は怪鳥ルクの卵だった。
洞窟で財宝の山を見つけるが、洞窟の主である巨人と闘いになる。
凶暴な猿人や、島と見間違えるほどの大きなクジラにまでも出会う。
果たしてシンドバッドは再び富を掴み取る事が出来るのか。

## Trivia
- シンドバッドの声は、唐沢寿明が務めている。
- 終盤に登場する中古船を売る商人の声は、松尾貴史が務めている。
- 関智一が盗賊の声の録音を行ったことを「ディズニーファン」2012年7月号のインタビュー記事で答えているが、本人にも自分の声がどこで使われているのか判別できていない。
- ボート数：24台、航行距離：約320m、オーディオ・アニマトロニクスの数：163体[1]

## リニューアルについて
このアトラクションは大規模なアトラクションであるにもかかわらず、人気はいまひとつであった。混雑期でも最大1時間待ち程度で、アトラクションの外にあるキューライン（待ち列）はほとんど使われることが無かった。このような低迷のため、半年間に渡る大規模なリニューアル工事を実施し、ストーリーや内容を一新した「シンドバッド・ストーリーブック・ヴォヤッジ」が新しく2007年3月29日にオープンした。そのリニューアル後のアトラクションについては「シンドバッド・ストーリーブック・ヴォヤッジ」を参照のこと。